# Pavel Kouba
Pavel Kouba (Kladno, 1º settembre 1938 – 13 settembre 1993) è stato un calciatore cecoslovacco, di ruolo portiere.